# Abraham Hirsch (architecte)
Pour l'éditeur suédois de partition musicales., voir Abraham Hirsch (éditeur). Pour les homonymes, voir Hirsch.
Abraham Hirsch (19 octobre 1828 - 11 décembre 1913) est l’architecte de la ville de Lyon à la fin du XIXe siècle.

## Biographie
Abraham Hirsch naît dans une famille juive originaire de Coblence, de marchands brodeurs sur tulle. Il est le fils d'Alexandre Hirsch (1801-1890), marchand brodeur, et de Rosalie Mayer (1801-1885), le frère de Malvina Hirsch (1826-1917), de Julie Hirsch (1831- ), d'Auguste Alexandre Hirsch (1833-1912), peintre et lithographe, et de Joseph Hirsch (1836-1901), ingénieur en chef, ingénieur civil, professeur de Machines à l'école des ponts et chaussées, de mécanique appliquée au Conservatoire national des arts et métiers, expérimentateur et expert en machines thermiques puis inspecteur général honoraire des ponts et chaussées.
Après avoir fréquenté l'École de La Martinière de Lyon, il entame un apprentissage théorique et pratique dans une maison de soierie. À la faillite de cette entreprise, il se refuse à poursuivre cette voie commerciale, en se sentant porté vers l'étude des Sciences et des Arts.
Il devient donc élève à l’École des Beaux-Arts de Lyon, où il étudie l'architecture avec Antoine-Marie Chenavard (1787-1883). Il commence sa carrière d’architecte en 1847 au cabinet de Tony Desjardins (1814-1882), architecte en chef de la ville depuis 1854. La longue collaboration avec Tony Desjardins contribue à le façonner et à le lancer : resté vingt-trois ans auprès de son maître, il collabore à tous ses travaux jusqu'en 1871, quand il est nommé à son tour architecte en chef et ceci jusqu’en 1901.
Il est décoré de la Légion d’honneur.

## Travail
En tant qu'architecte en chef de la ville il entame une riche période de réalisations, avec le ferme soutien d'Antoine Gailleton, maire de Lyon. Il est à l'origine des bâtiments, achevés en 1894, de l’École du service de santé des armées de Lyon, des facultés de Médecine, de l’école d’infirmières, du bâtiment accueillant les Facultés de Droit, et des Lettres au 15, quai Claude-Bernard (1888-1890, abritant un temps le Musée des Moulages), et enfin du palais de l'Université (cour d'honneur, atrium, salle de réception et grand amphithéâtre), érigé au 16, quai Claude-Bernard sur les terrains de la Vitriolerie et inauguré par le Président de la République, Félix Faure, le 1er mai 1896.
Il est aussi l'architecte de l’observatoire astronomique et météorologique de Lyon (1879-1887).
C’est sous sa supervision que sont construits les plus importantes groupes scolaires de Lyon (environ une douzaine) : boulevard Croix-Rousse, avenue Berthelot, rue Jarente, rue Bossuet, cours Charlemagne, rue Pierre-Corneille, rue Chavant.
Il participe à la restauration du Musée des beaux-arts de Lyon.
Il réalise aussi la synagogue de Lyon en 1863-1864 (d'inspiration romano-byzantine) et un projet non réalisé pour la synagogue de Besançon en 1869 (quartier du Clos Saint-Amour), également inspiré par l'architecture romane et byzantine (les dessins sont conservés aux Archives départementales du Doubs à Besançon).

## Distinctions
- Chevalier de la Légion d'honneur en 1878,
- Officier de la Légion d'honneur en 1894[10].
- Officier de l'instruction publique en 1882,
- Commandeur de l'ordre du Nichan Iftikhar.